# Tori
Tori (německy Torgel) je městečko v estonském kraji Pärnumaa, samosprávně patřící do obce Tori, jejímž je administrativním centrem.
Městečko leží na obou březích Pernavy, 27 km severovýchodně od Pernova.

## Galerie

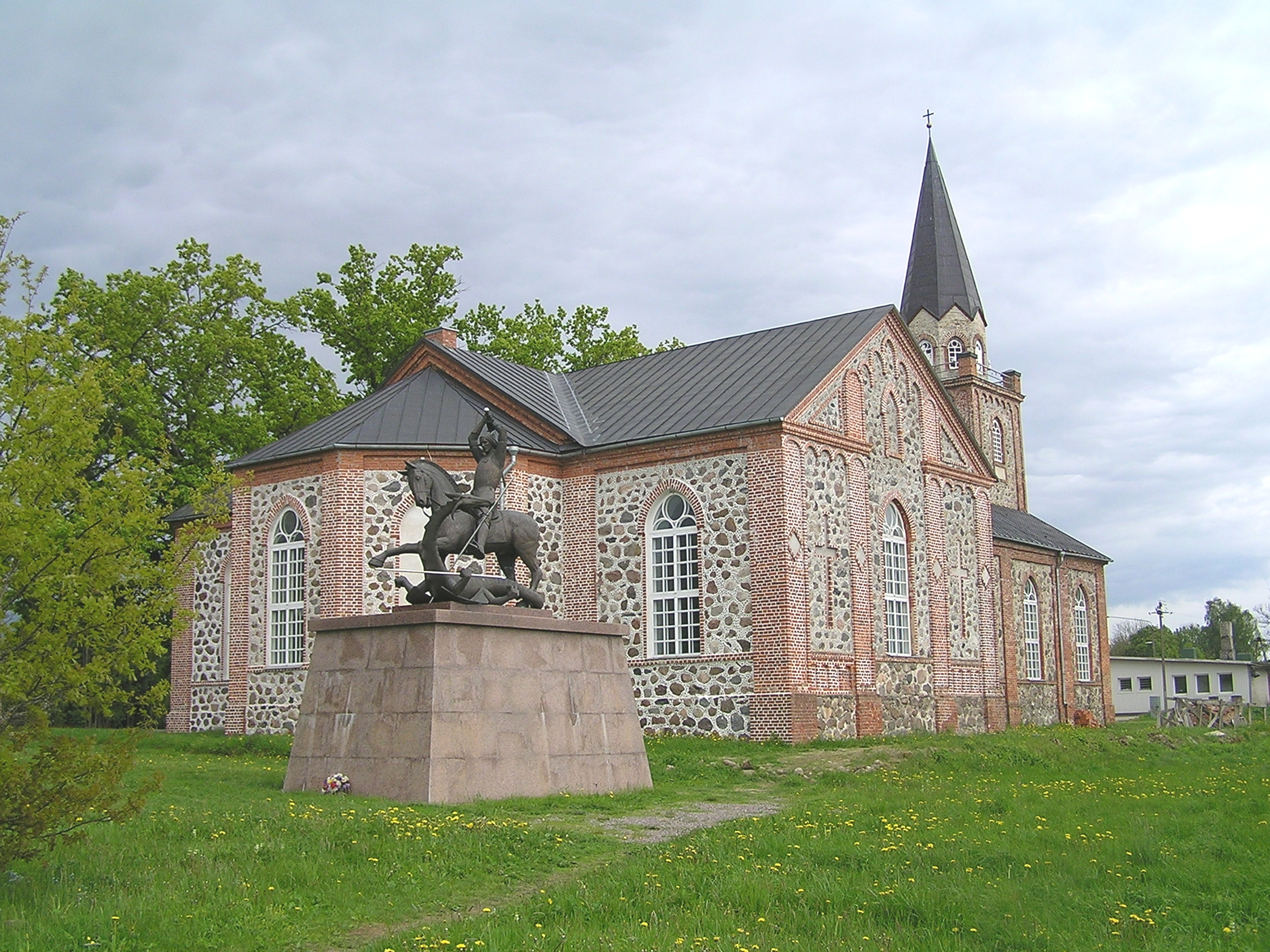
Socha sv. Jiří vedle kostela
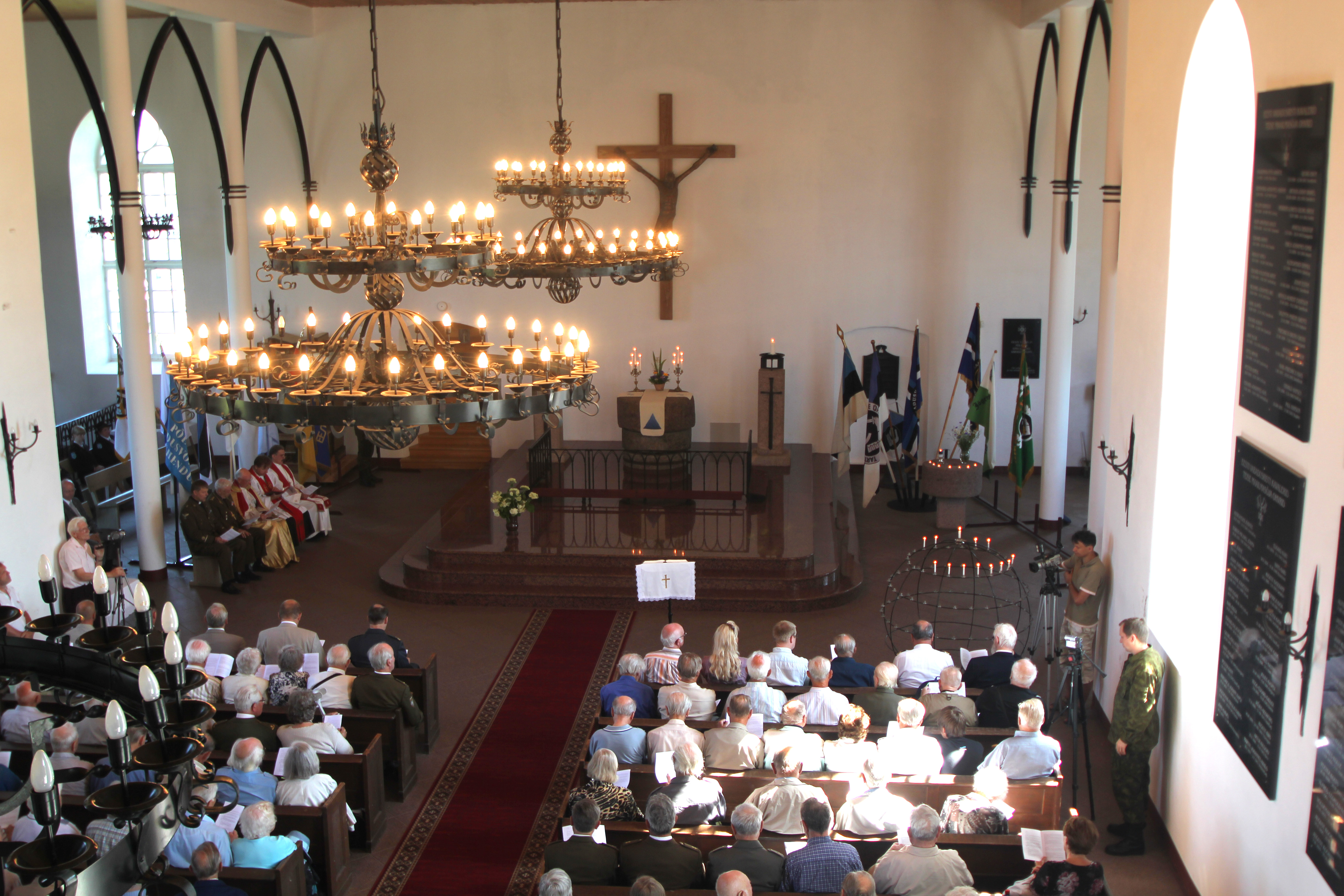
Interiér kostela (vzpomínková bohoslužba veteránů)
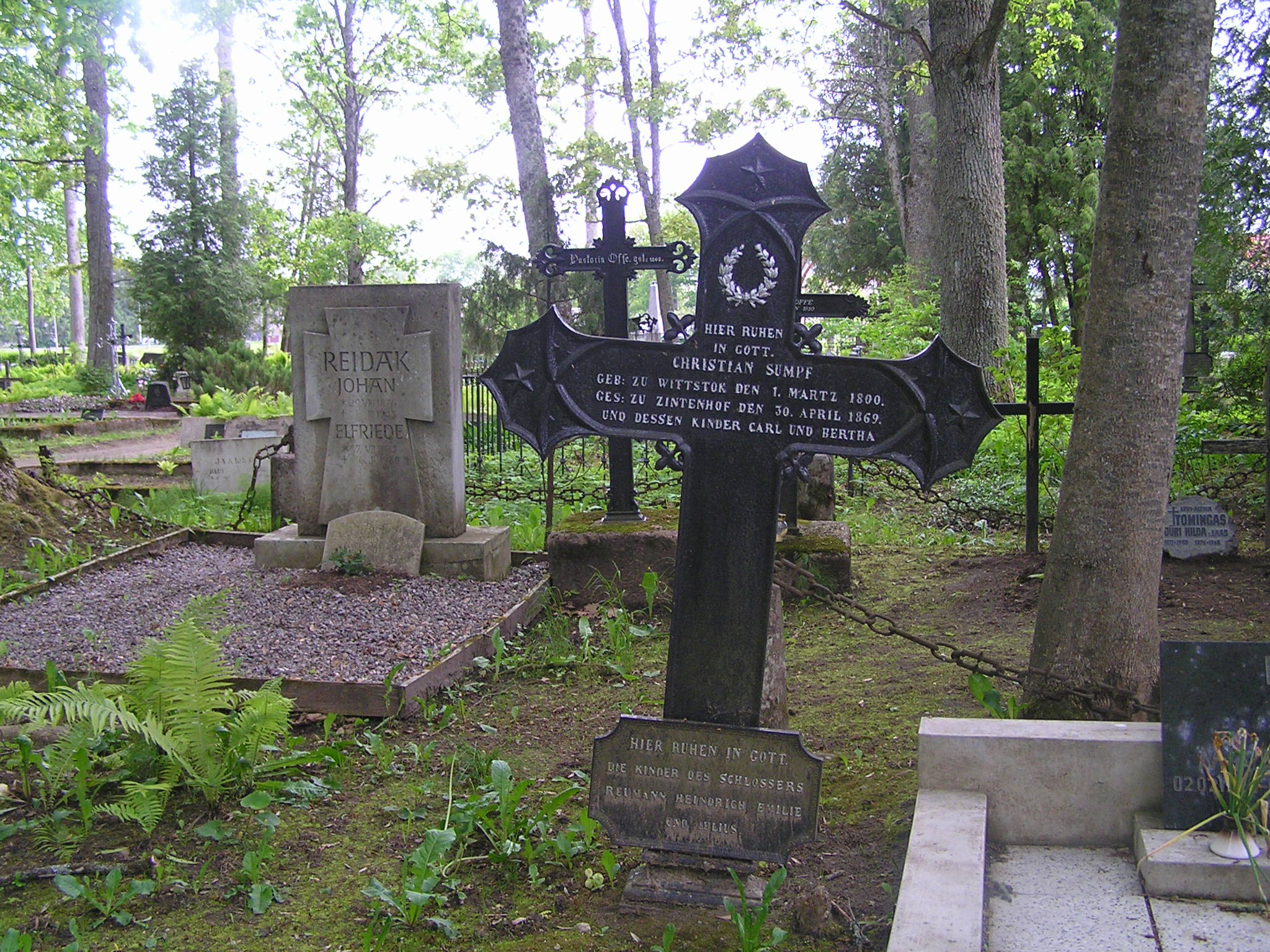
Torský hřbitov
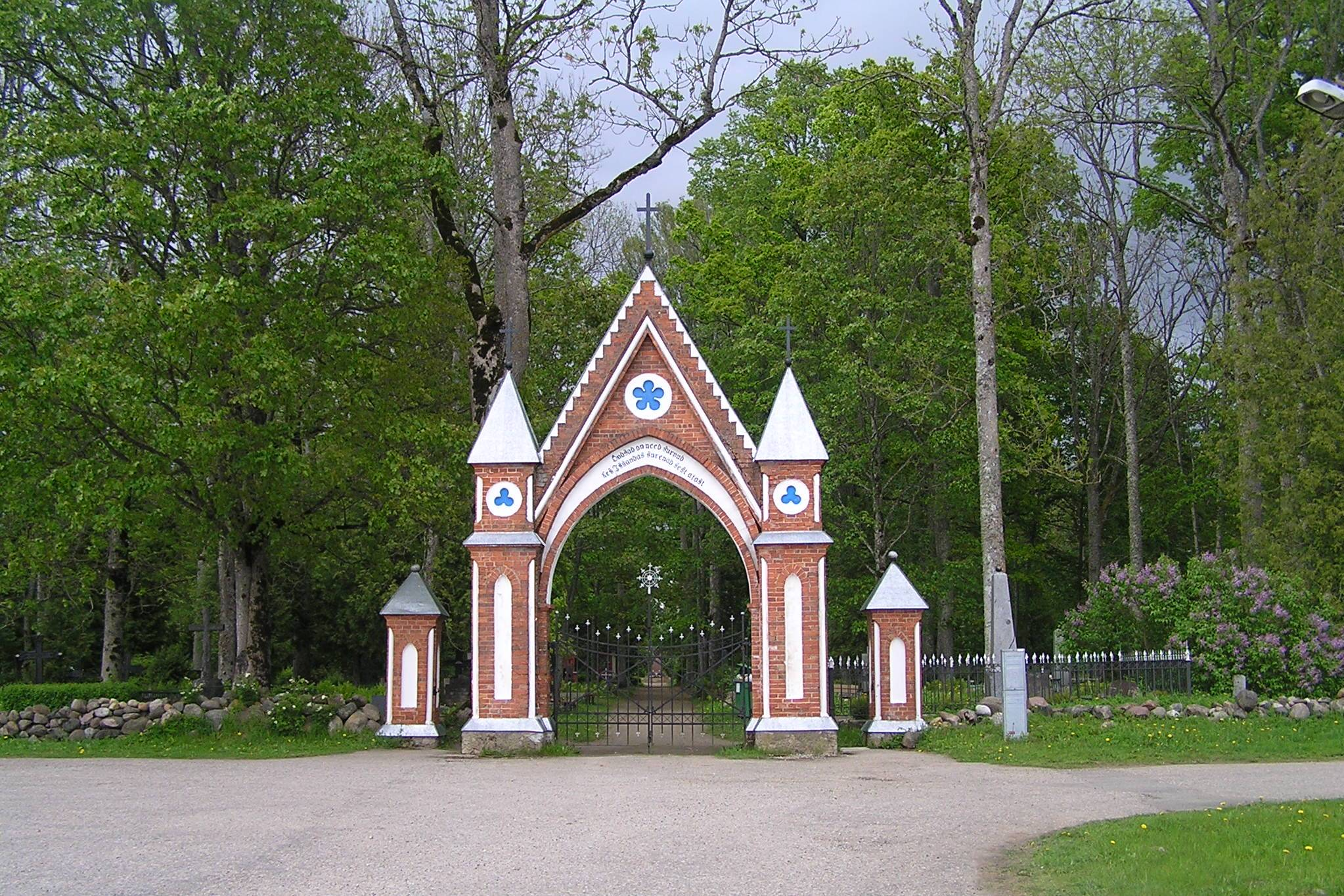
Brána hřbitova
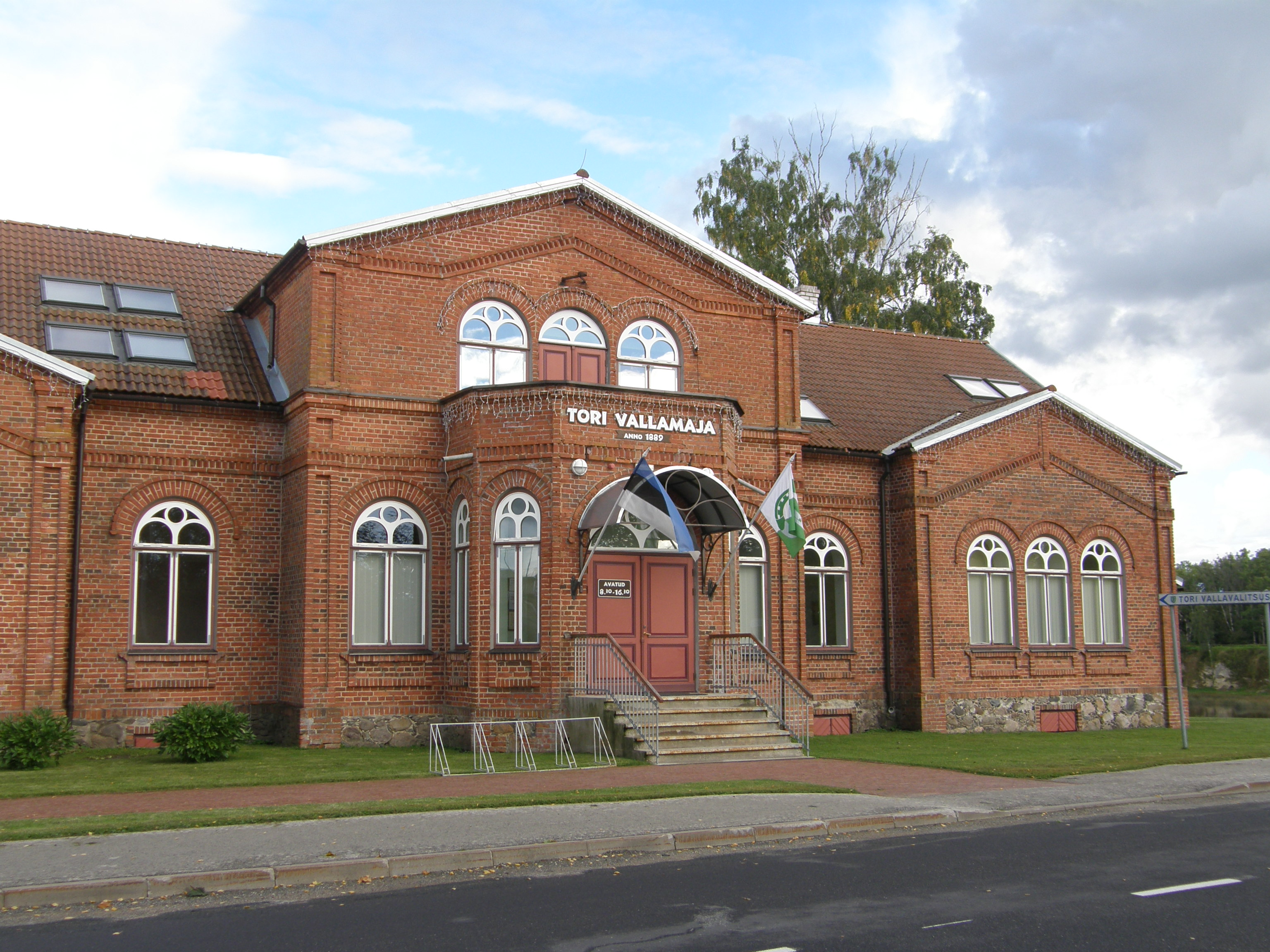
Budova obecního úřadu
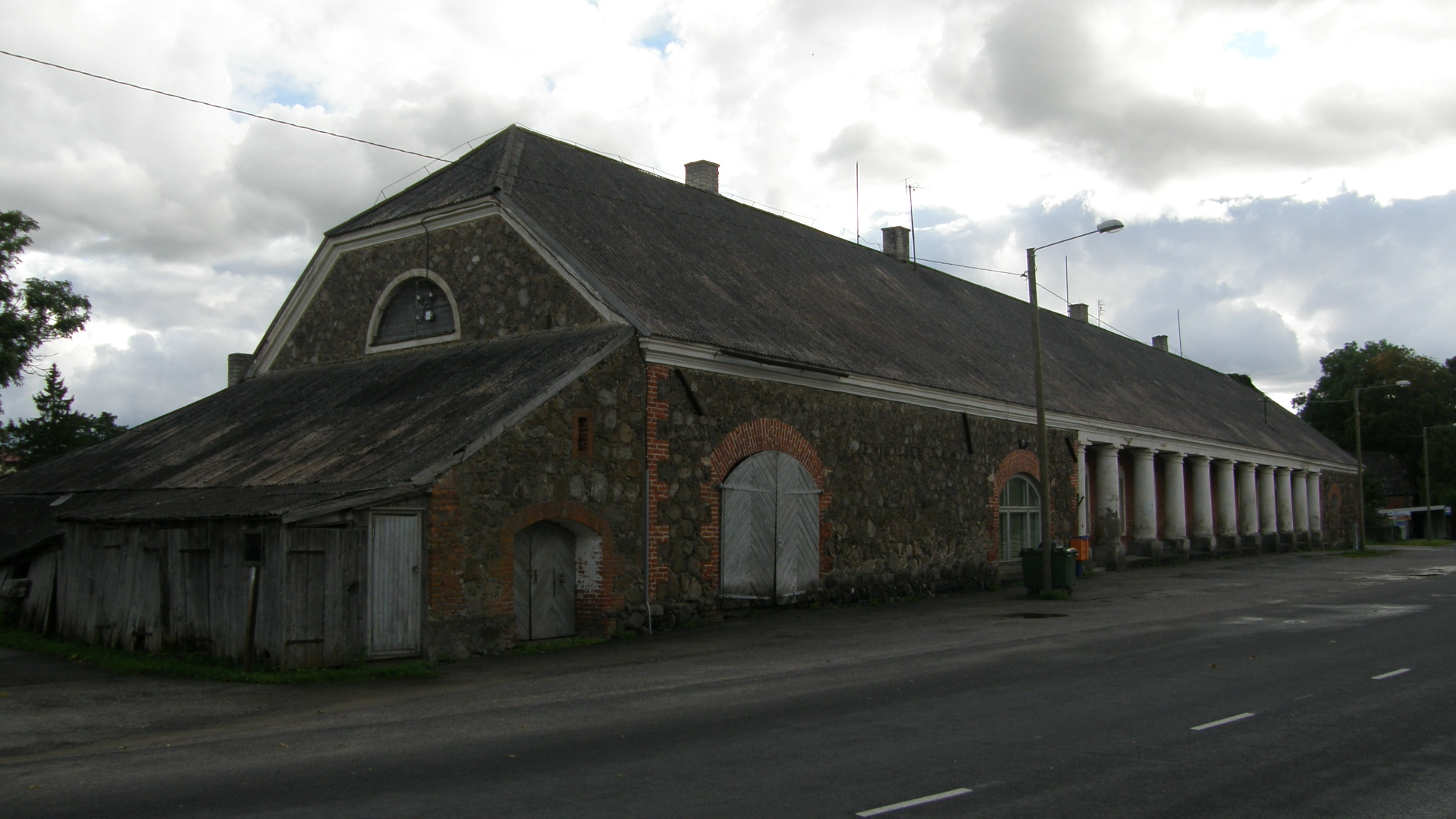
Bývalý zámecký hostinec
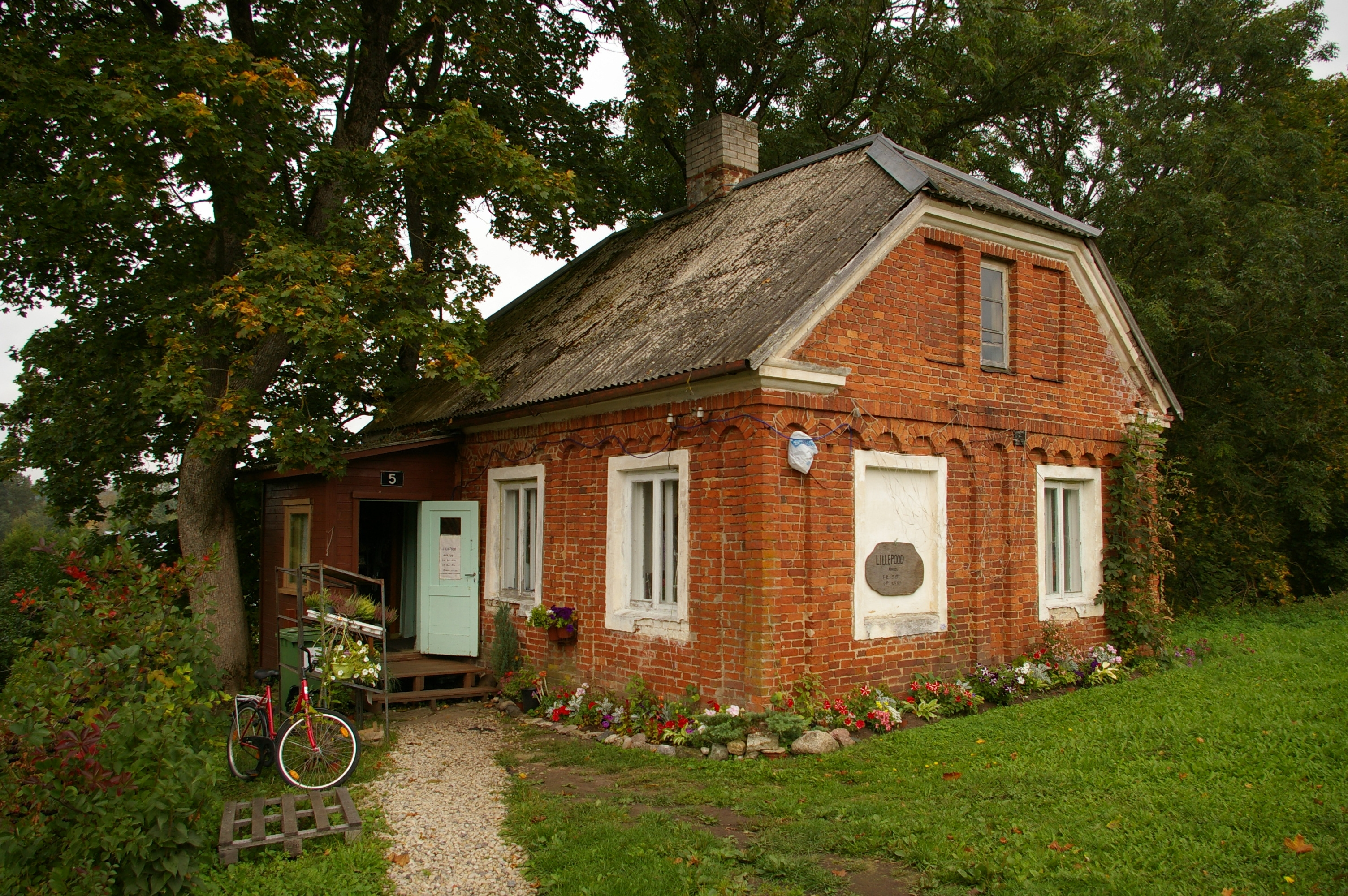
Bývalé obecní vězení
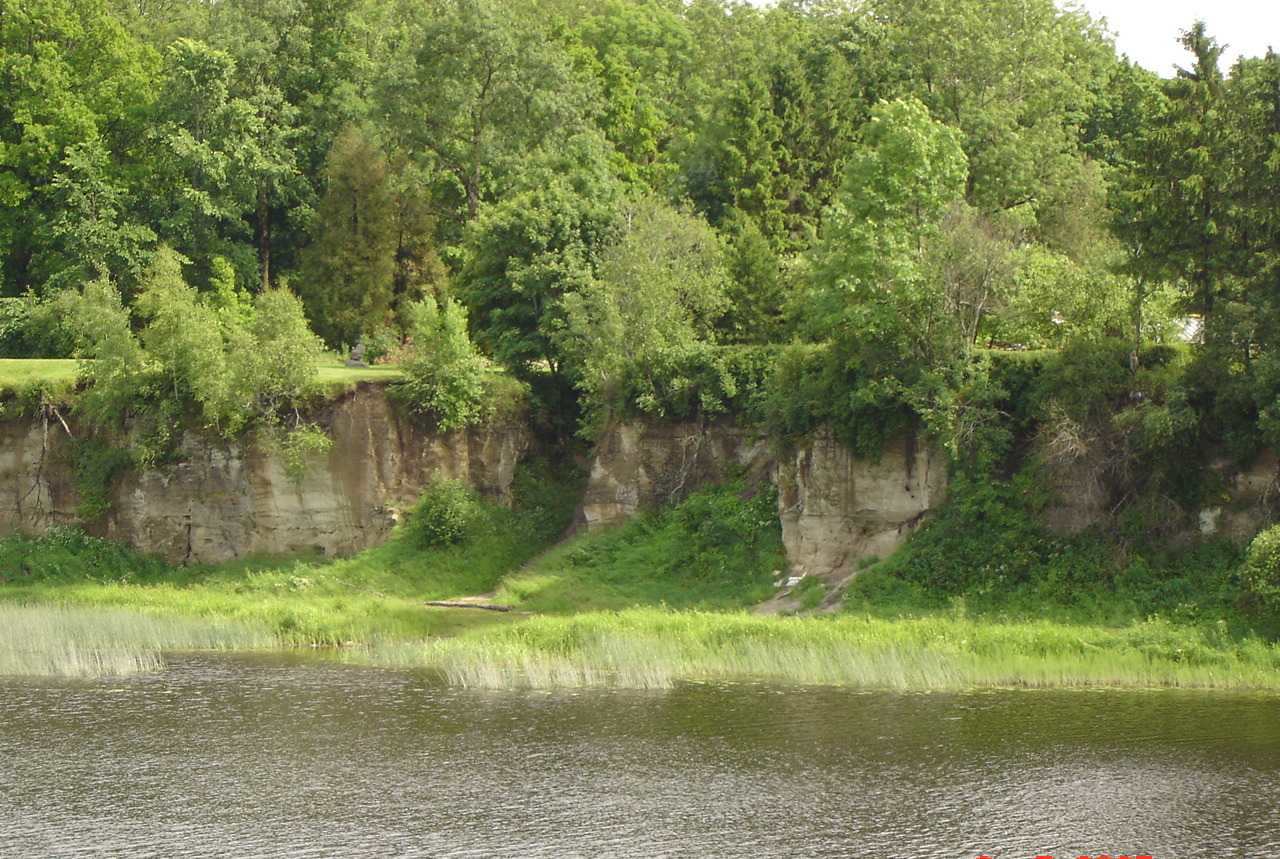
Torské peklo